# Bản quyền phát sóng Giải vô địch bóng đá thế giới 1998
FIFA, thông qua một số công ty, đã bán quyền phát sóng của giải vô địch bóng đá thế giới 1998 cho các đài truyền hình sau đây.

## Truyền hình
| Quốc gia           | Mạng phát sóng | Kênh truyền hình |
| ------------------ | --- | --- |
| Argentina          | El Trece, Telefe, América TV, Canal 9 Libertad, ATC, TyC Sports, TyC Sports Plus, Cable Sport, Cable Sport Plus và América Sports; VCC, Cablevisión và Multicanal (bị hoãn) | Channel 13, Channel 11, Channel 2, Channel 9, Channel 7, Channel 17 của Cablevisión, Channel 17 của Multicanal và Channel 3 của VCC |
| Úc                 | SBS | SBS |
| Áo                 | ORF | TV1 và TV2 |
| Liên đoàn Ả Rập    | Arab States Broadcasting Union (ASBU) | |
| Bỉ                 | Hà Lan: VRT | Hà Lan: VRT1 và VRT2 |
| Bỉ                 | Pháp: RTBF | Pháp: RTBF1 và RTBF2 |
| Bolivia            | TV Boliviana | TV Boliviana |
| Brasil             | Globo, Manchete, Band, SBT, Record, SporTV và ESPN Brasil | Channel 10, Channel 12, Channel 2, Channel 9, Channel 7, Channel 15 của truyền hình cáp NET và Channel 16 của TVA |
| Brunei             | STMB | TV3 |
| Bulgaria           | BNT | Channel 1 và Efir 2 |
| Campuchia          | TVK | Channel 7 |
| Canada             | Anh: CBC | Anh: CBC Television |
| Canada             | Pháp: Société Radio-Canada | Pháp: Ici Radio-Canada Télé |
| Chile              | TVN, Chilevisión, Megavisión và UCTV | TVN, Chilevisión, Megavisión và UCTV |
| Trung Quốc         | CCTV | CCTV-1, CCTV-2, CCTV-5 và CCTV-7 |
| Colombia           | RCN Televisión, Caracol Televisión, OTI | RCN Televisión, Caracol Televisión, OTI (Canal Uno, Canal A: RTI Producciones, Producciones JES, Producciones PUNCH, Datos y Mensajes) |
| Cộng hòa Séc       | ČT | ČT1 và ČT2 |
| Đan Mạch           | DR | DR1 và DR2 |
| Ecuador            | Ecuavisa, Teleamazonas, Telesistema, TC Televisión, Gamavisión và SíTV | Ecuavisa, Teleamazonas, Telesistema, TC Televisión, Gamavisión và SíTV |
| Phần Lan           | YLE, MTV3 | YLE TV2 |
| Pháp2              | 1998 FIFA World Cup TV2 | TV1 Giải vô địch bóng đá thế giới 1998, TV2 Giải vô địch bóng đá thế giới 1998, TV3 Giải vô địch bóng đá thế giới 1998, TV4 Giải vô địch bóng đá thế giới 1998, TV quốc tế Giải vô địch bóng đá thế giới 1998 và TV tin tức Giải vô địch bóng đá thế giới 1998 (tất cả các trận đấu của tín hiệu phát sóng quốc tế)2 |
| Đức                | ARD và ZDF | Das Erste và ZDF |
| Hy Lạp             | ERT | TV1, TV2 và TV3 |
| Hungary            | MTV | MTV1 và MTV2 |
| Tòa Thánh          | RAI | RAI 1, RAI 2 và RAI 3 |
| Hồng Kông          | TVB | Quảng Châu: TVB Jade |
| Hồng Kông          | TVB | Anh: TVB Pearl |
| Ấn Độ              | Doordarshan | Doordarshan National Channel |
| Indonesia1         | RCTI, SCTV, TPI, ANTeve, và Indosiar (tất cả các trận đấu trong truyền hình trực tiếp)1                                                                                     | RCTI, SCTV, TPI, ANTeve, và Indosiar (tất cả các trận đấu trong truyền hình trực tiếp)1 |
| Iran               | IRIB | Channel 1 và Channel 2 |
| Ireland            | RTÉ | RTÉ One và RTÉ Two |
| Israel             | IBA | Hebrew: Channel 1 |
| Israel             | IBA | Ả Rập: Channel 33 |
| Ý                  | RAI | RAI 1, RAI 2 và RAI 3 |
| Nhật Bản           | NHK, Fuji Television, TBS, Nippon Television, TV Asahi và TV Tokyo | NHK General TV, Fuji Television, TBS Television, Nippon Television, TV Asahi và TV Tokyo |
| Lào                | LNTV | LNTV |
| Ma Cao             | TVB | Quảng Châu: TVB Jade |
| Ma Cao             | TVB | Anh: TVB Pearl |
| Mỹ Latinh          | DirecTV | Channels 610 và 612 của DirecTV |
| Malaysia2          | STMB | TV3 |
| México             | Televisa, TV Azteca | Canal de las Estrellas, XHDF-TDT |
| Monaco2            | 1998 FIFA World Cup TV2 | TV1 Giải vô địch bóng đá thế giới 1998, TV2 Giải vô địch bóng đá thế giới 1998, TV3 Giải vô địch bóng đá thế giới 1998, TV4 Giải vô địch bóng đá thế giới 1998, TV quốc tế Giải vô địch bóng đá thế giới 1998 và TV tin tức Giải vô địch bóng đá thế giới 1998 (tất cả các trận đấu của tín hiệu phát sóng quốc tế)2 |
| Myanmar            | MRTV | Channel 5 |
| Hà Lan             | NPO | Nederland 1, Nederland 2 và Nederland 3 |
| New Zealand        | TVNZ | TV1 và TV2 |
| Bắc Triều Tiên     | KBS | KBS |
| Na Uy              | NRK | NRK1 và NRK2 |
| Paraguay           | Telefuturo, SNT, Red Guaraní, Canal 13 RPC, PTC, Tigo Sports, Tigo Sports Plus, One Sports, One Sports Plus và Personal Sports; Mi Cable, PCC và CVC (bị hoãn)              | Channel 4, Channel 9, Channel 2, Channel 13, Channel 14, Channel 17 của PCC, Channel 17 của CVC và Channel 15 của Mi Cable |
| Peru               | América Televisión và Panamericana Televisión. | América Televisión và Panamericana Televisión. |
| Philippines        | GMA Network và Sky Cable | GMA Network và Sky Cable |
| Ba Lan             | TVP | TVP1 và TVP2 |
| Bồ Đào Nha         | RTP | RTP1 và RTP2 |
| Trung Hoa Dân Quốc | TTV, CTV, CTS và FTV | TTV, CTV, CTS và FTV |
| Nga                | VGTRK | Rossiya 1 |
| San Marino         | RAI | RAI 1, RAI 2 và RAI 3 |
| Singapore          | STMB | TV3 |
| Slovakia           | STV | STV1 và STV2 |
| Nam Phi            | SABC | SABC 1, SABC 2 và SABC 3 |
| Hàn Quốc           | KBS | KBS |
| Tây Ban Nha        | RTVE | TVE (TV1 và TV2) |
| Thụy Điển          | SVT | SVT1 và SVT2 |
| Thụy Sĩ            | SRG SSR | SF 1 (Đức), TSR 2 (Pháp), TSI 2 (Ý) |
| Thái Lan           | BEC-TERO | Channel 3 |
| Thổ Nhĩ Kỳ         | TRT | TRT 1, TRT 2 và TRT 3 |
| Anh Quốc           | BBC và ITV | BBC Television (BBC One và BBC Two) và ITV (Carlton/LWT) |
| Hoa Kỳ             | ABC, ESPN (Anh), Univision (Tây Ban Nha) | ABC, ESPN (Anh), Univision (Tây Ban Nha) |
| Uruguay            | Monte Carlo TV, Canal 10, Teledoce, VTV và TVC Channel | Channel 4, Channel 10, Channel 12, Channel 6 của TVC (now Cablevisión) và Channel 66 của MVC (now Multicanal) |
| Việt Nam           | Đài Truyền hình Việt Nam, Đài Truyền hình Thành phố Hồ Chí Minh | VTV1, VTV3, HTV7, HTV9 |
| Venezuela          | Venevisión, RCTV, VTV | Venevisión, RCTV, VTV |

Ghi chú:
1. ^  Indonesia screened the tournament simulcast via 6-national free-to-air terrestrial television stations. It was broadcast simultaneously by 1-national state-owned public free-to-air terrestrial television station (TVRI) and relayed by the 5-national private commercial free-to-air terrestrial television stations (RCTI, SCTV, TPI, ANTeve, và Indosiar). They provided Indonesian sports commentary on all 64 matches.
2. ^  It is a joint venture of France 1, France 2, France 3, France 4, TV5Monde và France Ô a subsidiary of France Télévisions. Its functions are the same as the 1998 FIFA World Cup TV.